# Color Visión
Color Visión es un canal de televisión abierta dominicano. Fue fundado el 25 de julio de 1968 e inauguró oficialmente sus transmisiones el 30 de noviembre de 1969. Actualmente es propiedad de la Familia Bermúdez. Su primera ubicación fue en la ciudad de Santiago de los Caballeros, con su primer estudio ubicado en el Hotel Matum, emitiendo en los canales 9 y 2.

## Historia

### Inicios
En 1963, Manolo Quiroz, un técnico experimentado de la televisora estatal La Voz Dominicana (hoy CERTV) es becado por el Gobierno de Francia para realizar estudios sobre televisión en ese país. A su regreso, junto al Ing. José Semorile comenzó a buscar apoyo entre empresarios y técnicos de televisión para introducir la televisión a color en República Dominicana. Quiroz entonces conversa con la familia Bermúdez, que en ese entonces planeaba instalar una estación a blanco y negro en el canal 5 VHF de la ciudad de Santiago de los Caballeros, y los convence de aportar más tiempo e inversión para montar una estación en color. Se instalan los estudios en el Hotel Matum y, el 29 de noviembre de 1969, es lanzado oficialmente Color Visión. La inauguración contó con la presencia del entonces Presidente de la República, Joaquín Balaguer, quien oprimió el botón para poner en funcionamiento la planta televisora. Su frecuencia original fue el canal 2 VHF de Santiago de los Caballeros, con una repetidora que retransmitía la señal en el canal 9 VHF para Santo Domingo y el suroeste del país.
Ya que el canal no lograba cumplir los objetivos esperados, las oficinas fueron trasladadas a Santo Domingo en 1971, en el edificio La Cumbre del ensanche Naco, y poco tiempo después en el antiguo Hotel Jaragua. Se logró un acuerdo con Radiotelevisión Dominicana donde se intercambiaron equipos, incluyendo el transmisor no utilizado del canal 5 por los equipos para emitir por el canal 9 en la capital, que eran propiedad de RTVD. Durante este tiempo, el alcance y la nitidez de la señal mejoran, y son introducidos nuevos programas bajo la dirección de Manolo Quiroz. A mediados de la década de 1970, los propietarios de Color Visión trasladan la planta televisora a su local definitivo, en la calle Emilio A. Morel del Ensanche La Fe, en las instalaciones de la antigua Concha Acústica del Partido Dominicano (más tarde renombrada como Anfiestudio).
A principios de los años 1970, para agilizar una programación que estaba compuesta casi en su totalidad por enlatados, llegan nuevas figuras al canal, tales como Horacio Lamadrid, Anita Ontiveros, el "Sheriff" Marcos de Córdova y Freddy Beras-Goico con su programa "Alta Tensión". También inician las transmisiones de la lucha libre de la empresa Dominicana de Espectáculos. Este programa resulta un éxito por la popularidad del famoso luchador Jack Veneno, especialmente al emitir su recordada victoria sobre Ric Flair.

### La Dinámica
Desde finales de los años 1970 y principios de la década de 1980, el canal se centró en el talento dominicano y los programas en vivo, con la entrada de figuras como José Thomen, Adriano Rodríguez, entre otros, quienes levantan la cuota de audiencia del canal al nivel nacional. En 1980 el canal renueva su programación e invierte en mejoras técnicas. Pasan a emitirse por Color Visión programas de gran audiencia, como El Gordo de la Semana, de Freddy Beras Goico, y El Show del Mediodía desde agosto de 1980. Todo esto acompañado de programas mexicanos de Televisa como El Chavo del Ocho, El Chapulín Colorado y diversas telenovelas, mantienen al canal en el primer lugar de audiencia.

### La Guerra de las Papeletas
La Guerra de las Papeletas consistió en una batalla de ofertas y contraofertas de celebridades televisivas entre Color Visión y Rahintel a mediados de la década de los 80, debido a la audiencia que generaba el elenco del programa El show del mediodía en Color Visión. Las disputas entre ambas televisoras por mantener la exclusividad de artistas y figuras en sus programas provocaron distanciamientos entre figuras del medio televisivo.
Sin embargo, esta batalla llegó a un punto en el cual Color Visión no pudo seguir lanzando contraofertas, y Rahintel seguía lanzando ofertas. Al final, este último ganó la batalla y una gran mayoría de los talentos de Color Visión pasaron a formar parte del Canal 7 como parte del programa El sabroshow. La salida de estos talentos dejó al Show del Mediodía con un merma considerable en su contenido, mientras que El Sabroshow crecía en su audiencia cada día. Entre los talentos que emigraron a RAHINTEL se destacan Roberto Salcedo, Cuquin Victoria, Julie Carlo, Felipe Polanco, entre otros.

### Posguerra de las Papeletas
A finales de los años 80, el Grupo Financiero Universal (propietario de Rahintel) se declaró en quiebra, tras comprobarse que había cometido una estafa millonaria en contra del Estado. Debido a este hecho, algunos de los talentos que migraron a Rahintel desde Color Visión regresaron al Canal 9, lo que marcó el final de El Sabroshow para reintregrar El Show del Mediodía. Sólo July Carlo y Roberto Salcedo se quedaron en Rahintel para emprender sus propios proyectos.
Sin embargo, este regreso duró poco ya que la mayoría de los integrantes de El Show del Mediodía decidieron emprender sus propios proyectos, algunos en el mismo canal. Freddy Beras-Goico se dedicó a su espacio dominical El gordo de la semana y a su espacio diario de variedades De noche, y más tarde otro espacio similar llamado Punto final. Cuquín Victoria trajo desde Rahintel su programa Con Cuquín, el cual duraría hasta 1995. Mientras que Luisito Martí decidió lanzar un espacio de humor junto con Anthony Ríos los fines de semana, llamado El show de Luisito y Anthony. Duró hasta 1994, y al año siguiente se lanzó Cuentos y cantos, que contaba con la conducción de Anthony Ríos, Jochy Santos y Felipe Polanco que duró hasta 1998.

### Década de 1990
Se da la llegada de Domingo Bautista con el estreno de sus programas La Súper Tarde y La Súper Revista. En enero de 1994, Nuria Piera empezó a conducir Doble Filo, con un formato de debate donde exponía un tema para ser debatido por dos partes contrarias. El programa trataba temas controversiales, y se mantuvo hasta marzo de 2000. Ya para esa década, Color Visión se convierte en el canal con más audiencia en República Dominicana.
Sin embargo, en 1999, tres de los programas más vistos del canal salieron del aire.

### Década de 2000
A principios del 2000, Color Visión se convierte en el primer canal en el país retransmitir su señal a través de internet. Tiempo más tarde, Roberto Salcedo regresa al canal dentro del espacio dominical 7X7 Roberto, el cual fue renombrado como 9X9 Roberto. El regreso de Salcedo y su empresa Programarte trajo consigo nuevos programas como Perdone la Hora y El Pasa Rato.
En el 2003, se produjo el regreso de Freddy Beras-Goico al canal, luego de que se hubiera marchado con su programa El gordo de la semana a Supercanal 33 en 1999. Este inició un nuevo programa, Con Freddy y Punto, que tenía el mismo formato del desaparecido Punto final. El programa sale del aire en abril del 2011, tras el fallecimiento de Beras Goico. En el mismo año, Carlos Alfredo Fatule también debutó en el canal con el programa Gózalo, el cual duró hasta 2008, cuando fue renombrado como Happy Team.

### Década de 2010
El 18 de noviembre de 2010, fallece Freddy Beras-Goico, figura emblemática del canal. Por tal motivo, tres días más tarde, se realizó una edición especial del programa El gordo de la semana donde artistas y conductores de la televisión nacional contaron algunas anécdotas de la vida de Freddy como también algunos momentos memorables de su espacio dominical.
En enero de 2011, Color Visión realiza un cambio de imagen corporativa. 
A finales de mayo, se estrenaron las telenovelas Un esposo para Estela y Sueño con tu amor, marcando el regreso de las telenovelas al canal después de 15 años. 
El 3 de marzo de 2012 se celebra un tributo a Rafael Corporán de los Santos por los 25 años del programa Sábado de Corporán. Este tributo fue la última transmisión del programa y por el cual desfilaron grandes celebridades de la música dominicana. Lamentablemente, Corporán falleció el 5 de marzo de 2012, a solo dos días después del homenaje.
Poco después, inició un nuevo programa en el espacio que dejó Sábado de Corporán, el cual se denominó «Con Domingo y El Pacha», conducido por Frederick Martínez El Pacha y Domingo Bautista.
A mediados del 2014, el Grupo SIN traslada a todo su plantel de programas informativos de Antena Latina a Color Visión.
El 23 de abril de 2018, el canal lanzó su propia señal en alta definición a 1080i.

### Década de 2020
En abril de 2020, Color Visión, inició pruebas en Televisión Digital Abierta, emitiendo los canales 9.1 en HD y 9.2 en SD.
En noviembre de 2020, tras 9 años de transmisión, el programa "Pégate y Gana con El Pachá", que comenzó anteriormente como "Con Domingo y El Pachá", sale de Color Visión debido a una reestructuración en la programación, principalmente por la emisión de las clases escolares a distancia en consecuencia del toque de queda debido a la pandemia de Covid-19. El horario dejado por Frederick Martínez será ocupado por Daniel Sarcos en el programa "Aqui se Habla Español", que vuelve a Color Visión después de 10 años de transmisión en Antena Latina, según medios oficiales, y se transmitirá de 12 a 2, horario que con Lisbeth Santos conducían el programa "La Guerra de Los Sexos RD", que comenzó a transmitir desde el sábado 21 de noviembre de 2020, pero dicho programa terminó saliendo del aire a mediados de noviembre de 2021, y el programa "Que Chévere es Saber" actualmente se transmite de 2 a 3 de la tarde desde el 5 de diciembre de 2020.
A partir del 2021 Color Visión fue seleccionado como el canal oficial de Premios Soberano.
El 17 de mayo de 2022 , Color Visión Canal 9 , inició sus transmisiones definitivas en Televisión Digital Abierta (TDT), simultáneamente con sus transmisiones Analógicas (Color Visión ). en TDT, color visión, transmite en los canales 9.1(HD) ,(SD) 9.2 en el canal físico 9.inició sus transmisiones definitivas en Televisión Digital Abierta (TDT), simultáneamente con sus transmisiones Analógicas (canal 9). en TDT, Color Visión Canal 9 ,HD 9.1 Y 9.2 SD transmite y El 4 de agosto de 2023 , inició sus transmisiones definitivas en Televisión Digital Abierta (TDT), simultáneamente con sus transmisiones Analógicas (Telemedio Dominicana ). en TDT, Telemedio Dominicana , transmite en los canales 25.1(HD) el canal físico 8.inició sus transmisiones definitivas en Televisión Digital Abierta (TDT), simultáneamente con sus transmisiones Analógicas (canal 25). en TDT, Canal 8.1 Virtual y Canal 8 Físico , transmite.                           Desde 2025, Color Visión, en continuas mejoras en su programación, hace una alianza estratégica con NBC Universal para implementar series, novelas de Telemundo y películas en la programación. Además de actualizar toda su estructura de imagen a 4K.

## Programación

### Programas nacionales
- Noticias SIN
- Noticias SIN y Mucho Más
- El Informe
- El Despertador
- Hoy Mismo
- El Show del Mediodía
- Con los Famosos
- Es Temprano Todavia
- Esta Noche Mariasela
- Enfasis con Ivan Ruiz
- Que Chevere es Saber
- Aqui se habla Español
- Sofia Globitos Superstar
- Nuria
- Me Gusta de Noche
- Zona Norte
- Aeromundo
- Deportes en el 9

### Series extranjeras
- Hijo ¿Donde estas?
- Amor y travesuras
- Hermanas
- Pedro el escamoso
- Presa del amor

Nota: En Cursiva significa que está fuera de emisión.

## Señal internacional
Color Visión tenía una señal para los Estados Unidos denominada NDTV. Su programación consistía en producciones del canal dominicano. Sin embargo, NDTV fue relanzado como Dominican View a finales de los 2000 y enfocó toda su programación en producciones de otros canales como Telecentro y RNN. Varios programas de Color Visión empezaron a verse a través de la señal internacional de Televisión Dominicana. En octubre de 2011, los dueños del canal anunciaron que el canal transmitiría su señal en vivo a través de un canal local de Nueva York para noviembre de ese año. Sin embargo, la señal es habilitada a principios de agosto de 2012 en el canal 3 de Nueva York Buena Visión.